# Korîtno-Zabuzke, Vilșanka
Korîtno-Zabuzke (în ucraineană Коритно-Забузьке) este localitatea de reședință a comunei Korîtno-Zabuzke din raionul Vilșanka, regiunea Kirovohrad, Ucraina.

## Demografie
Componența lingvistică a localității Korîtno-Zabuzke
     Ucraineană (95,41%)
     Rusă (2,71%)
     Alte limbi (0,84%)
Conform recensământului din 2001, majoritatea populației localității Korîtno-Zabuzke era vorbitoare de ucraineană (95,41%), existând în minoritate și vorbitori de rusă (2,71%).